# Himmelsguckerartige

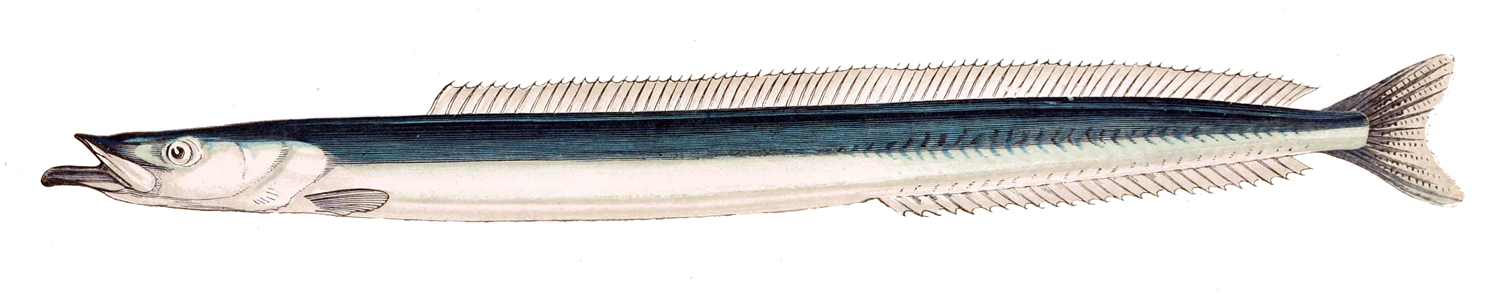
Gefleckter Großer Sandaal

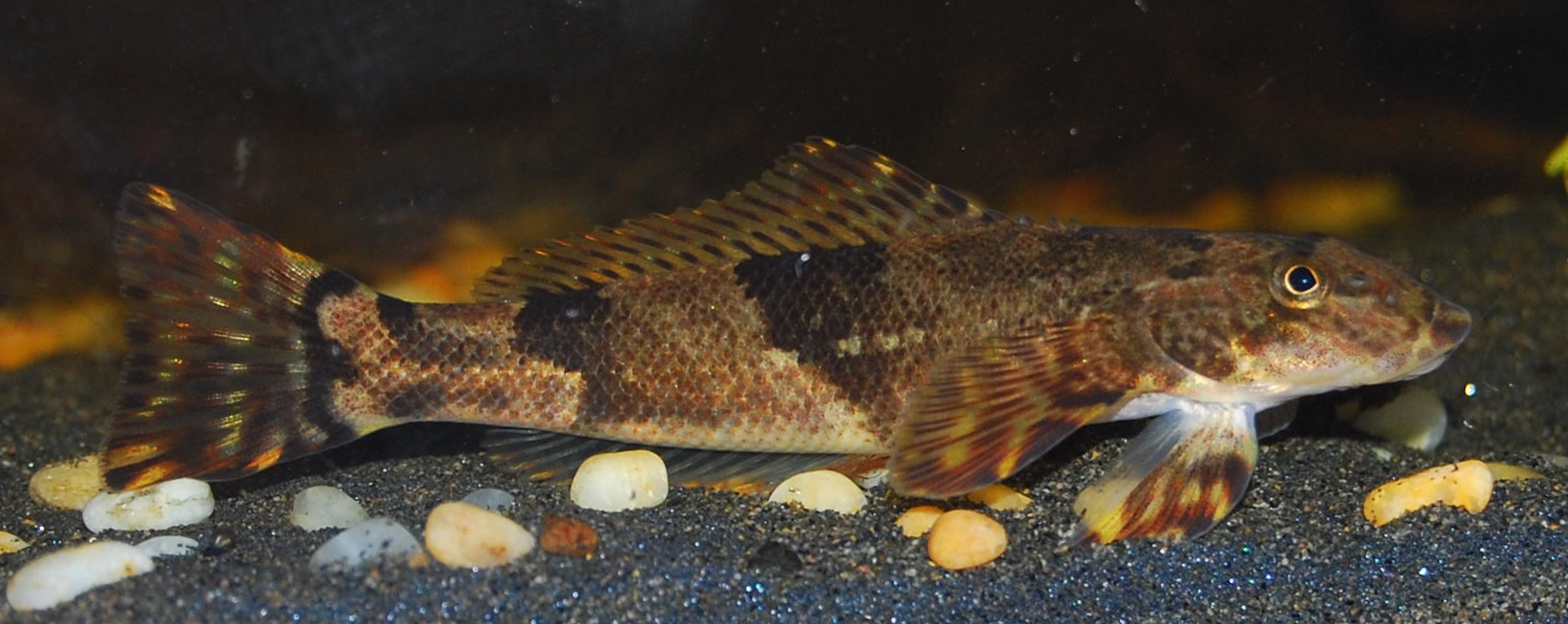
Cheimarrichthys fosteri

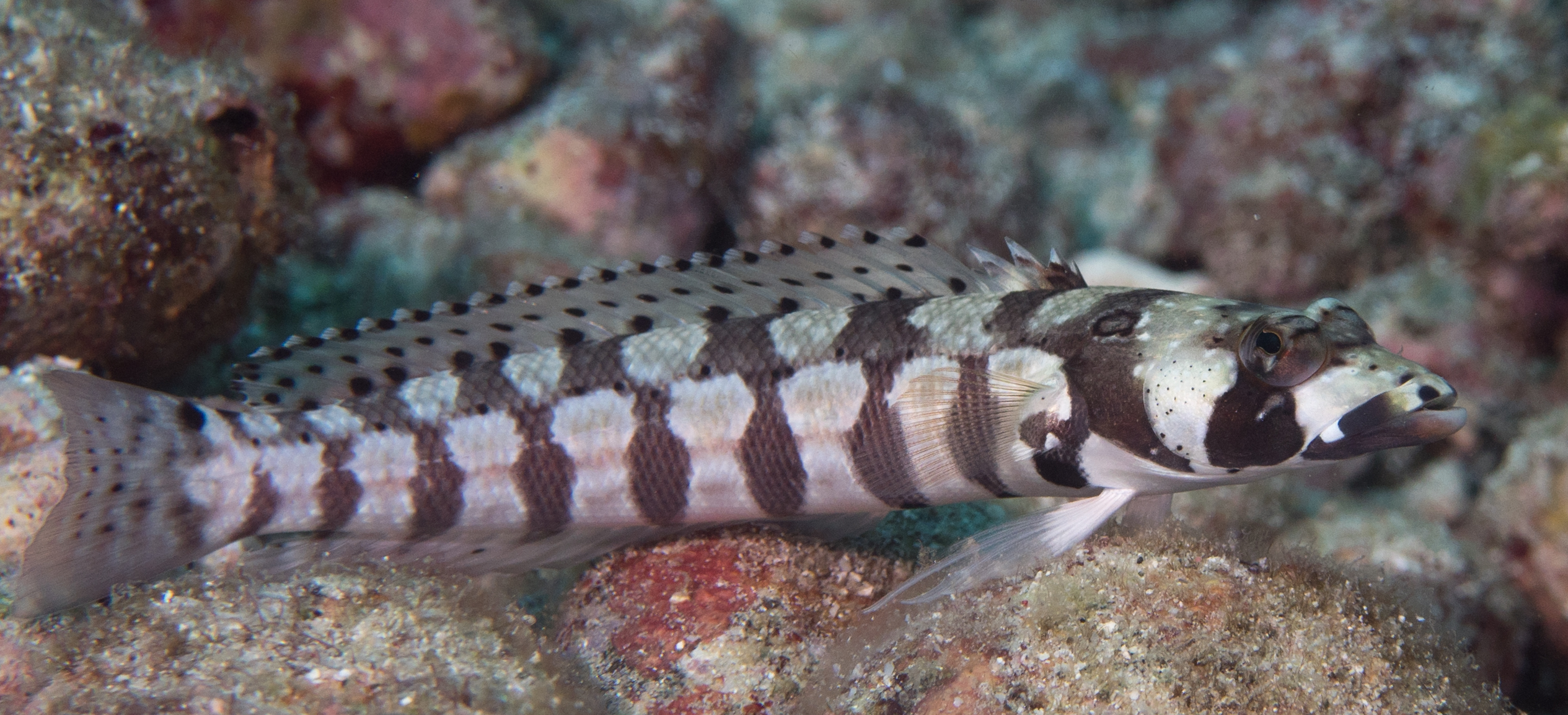
Der Sandbarsch Parapercis tetracantha

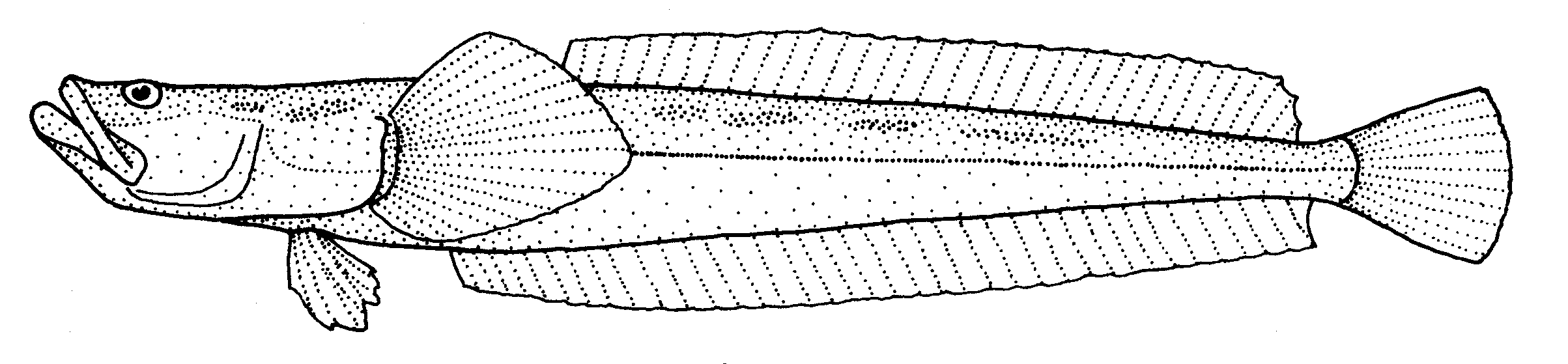
Crapatalus novaezelandiae, ein Schlankhimmelsgucker

Die Himmelsguckerartigen (Uranoscopiformes (= Paratrachinoidei sensu Li et al. (2009))) sind eine Fischordnung aus der Gruppe der Barschverwandten (Percomorphaceae).

## Forschungsgeschichte
Die Ordnung wurde 1923 durch den US-amerikanischen Ichthyologen David Starr Jordan aufgestellt, die diesem Taxon zugeordneten Taxa später aber in die Ordnung der Barschartigen (Perciformes) und hier in die Unterordnung Trachinoidei gestellt. Mit dem Aufkommen der Kladistik und der Methode des DNA-Vergleichs zur Verwandtschaftsanalyse zeigte sich jedoch, das die Trachinoidei kein Monophylum darstellen. 
Somit führte auch der Versuch von E. O. Wiley & David Johnson, die Trachinoidei aus den Perciformes auszugliedern und sie als Trachiniformes in den Ordnungsrang zu heben, nicht zu einer monophyletischen Fischordnung, da dabei nicht die inzwischen durch DNA-Vergleiche gewonnenen neuen Erkenntnisse über verwandtschaftliche Beziehungen innerhalb der Barschverwandten berücksichtigt wurden. 
Im Februar 2009 beschrieben Blaise Li und Mitarbeiter eine monophyletische Kerngruppe der Trachinoidei unter dem neuen Namen Paratrachinoidei.
In einer Anfang 2013 veröffentlichten Revision der Knochenfischsystematik durch Ricardo Betancur-R. und Kollegen werden die Uranoscopiformes mit insgesamt vier Familien neu eingeführt. Die Verwandtschaft dieser Taxa wurde kurz darauf von Thomas J. Near und Mitarbeitern in ihrer phylogenetischen Untersuchung der Verwandtschaftsverhältnisse der Acanthomorpha bestätigt. Später wurde auch die Familie der Schlankhimmelsgucker (Leptoscopidae) in die Uranoscopiformes gestellt.

## Merkmale
Die nahe Verwandtschaft der vier den Himmelsguckerartigen zugeordneten Gruppen gründet sich auf molekularbiologische Untersuchungen und wird noch nicht durch morphologische Merkmale gestützt. Es sind kleine bis mittelgroße, bodenbewohnende oder bodennah im Meer lebende Fische. Eine Art kommt in Neuseeland in schnellfließenden Süßgewässern vor.

## Systematik
Zu den Himmelsguckerartigen gehören weltweit über 170 Arten in fünf Familien.
- Sandaale (Ammodytidae)
- Cheimarrichthyidae
- Schlankhimmelsgucker (Leptoscopidae)[5]
- Sandbarsche (Pinguipedidae)
- Himmelsgucker (Uranoscopidae)

Die Himmelsguckerartigen sind die Schwestergruppe der Lippfischartigen (Labriformes).